# Hakenfelde
Hakenfelde, Berlin-Hakenfelde – część Berlina (Ortsteil) w dzielnicy Spandau. W granicach miasta od 1 października 1920.